# Carole Lynne
Helen Violet Carolyn Delfont, baronesa Delfont de soltera Heyman (Rochester, 16 de septiembre de 1918 - Sussex, 17 de enero de 2008), conocida profesionalmente como Carole Lynne, fue una actriz de teatro y cine británica. Lynne es principalmente conocida por encabezar numerosas producciones teatrales en el West End de Londres durante las décadas de 1940 y 1950, entre las que destacan Old Chelsea (1943), que interpretó junto a Richard Tauber, Jenny Jones (1944), Cenicienta (1947) y Touch and oo (1950). Era la esposa del empresario Lord Bernard Delfont, una figura prominente en la industria británica del entretenimiento de aquella época.

## Biografía

### Infancia y juventud
Carole Lynne nació el 16 de septiembre de 1918 en Rochester en el condado de Kent (Reino Unido) y estudió en St Hilary's Private School en Godalming (Surrey).
Su primer marido fue el actor Derek Farr, con quien se casó en junio de 1939. El matrimonio terminó en divorcio después de que Lynne conociera al empresario teatral Bernard Delfont, mientras su esposo estaba en el Ejército durante la Segunda Guerra Mundial. Tres años después, en 1946, se casó con su segundo marido, Bernard Delfont, a quien había conocido en 1942 cuando el tenor austríaco Richard Tauber la eligió para interpretar el papel de Mary Fenton en la comedia Old Chelsea, de la que Delfont era el productor. Tauber fue el padrino de su boda. Delfont era de una familia prominente en la industria del entretenimiento, que incluía a sus hermanos, Lew Grade y Leslie Grade. La pareja estuvo junta hasta la muerte de Delfont en 1994.

### Carrera
Hizo su debut en el teatro en la obra del dramaturgo británico J. M. Barrie, Kiss for Cinderella, como miembro del Canterbury Repertory Players en 1937. Al año siguiente debutó en la escena teatral londinense en el Her Majesty's Theatre como miembro del coro en la opereta Paprika, un romance musical húngaro. Poco después de su debut en Londres, se convertiría en una presencia habitual en el elenco de numerosas revistas y comedias. En 1939 trabajó junto a Hermione Gingold y Michael Wilding en Gate Revue y con Max Wall en Black and blue, obra en la que interpretaba una nueva versión de la conocida canción de Cole Porter My Heart Belongs to Daddy.

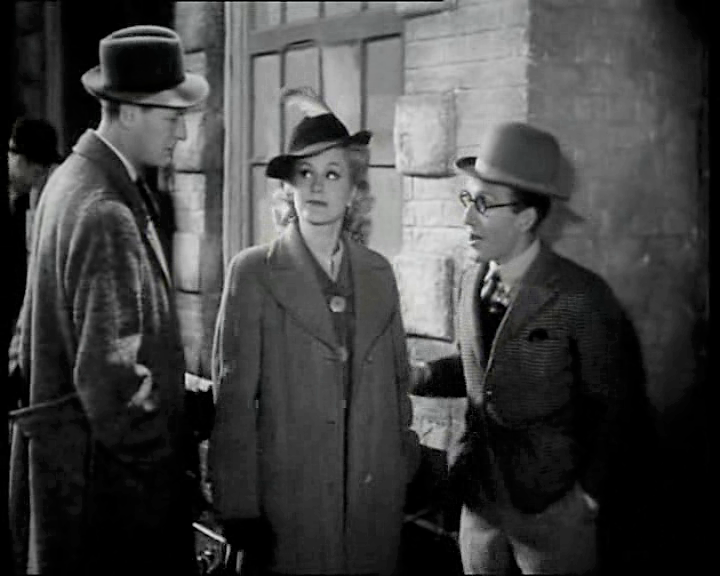
Carole Lynne junto a los actores Arthur Askey (derecha) y Richard Murdoch (izquierda) en un fotograma de la película The Ghost Train de 1941.

En 1944, cosechó uno de los mayores éxitos de su carrera, con el estreno de la opereta Jenny Jones, que adaptaba varios cuentos del escritor galés Rhys Jones. Después de su matrimonio con Delfont, Carole Lynne continuó su carrera durante algunos años, y logró más interpretaciones memorables como en Cenicienta en 1947 en el London Casino. Hizo su última aparición en televisión en 1994 en un episodio de This Is Your Life, presentado por la actriz Pat Kirkwood. Lynne y Kirkwood habían coprotagonizado Black Velvet en el Hipódromo de Londres en 1939. Su actuación con Kirkwood fue uno de sus mayores éxitos.
Entre sus papeles en el cine incluyenː El tren fantasma (The Ghost Train) una película de suspense, misterio y comedia británica de 1941, dirigida por Walter Forde, basada en la obra de teatro de 1923 del mismo título escrita por el dramaturgo británico Arnold Ridley, protagonizada por Arthur Askey, Richard Murdoch, Peter Murray-Hill y Kathleen Harrison en los papeles principales y producida por los estudios cinematográficos Gainsborough Pictures.  y Asking for Trouble, una película de Max Miller de 1942. Al año siguiente, participó en Save Your Shillings and Smile un cortometraje musical rodado durante la Segunda Guerra Mundial, protagonizado por el popular comediante Tommy Trinder y producido por el Comité Nacional de Ahorros del Ealing Studios, para promover la inversión en bonos de guerra. Se retiró de la actuación teatral a mediados de la década de 1950.
Después de su jubilación, permaneció estrechamente involucrada con numerosas organizaciones benéficas teatrales, en particular con The Entertainment Artistes Benevolent Fund (actual Royal Variety Charity) donde su segundo esposo, Lord Bernard Delfont, fue presidente y productor ejecutivo en la década de 1960 y posteriormente presidente vitalicio. Murió el 17 de enero de 2008 a los 89 años de edad en su residencia de Sussex al sur de Inglaterra, de una esclerosis lateral amiotrófica.

## Filmografía
| Año  | Título original               | Título en español            | Papel           | Notas                                        | Ref.   |
| ---- | ----------------------------- | ---------------------------- | --------------- | -------------------------------------------- | ------ |
| 1941 | The Ghost Train               | El tren fantasma             | Jackie Winthrop | Basada en la obra de teatro del mismo título | [ 10 ] |
| 1942 | Asking for Trouble            |                              | Jane Smythe     |                                              | [ 11 ] |
| 1943 | Save Your Shillings and Smile | Ahorre sus chelines y sonría | Bailarina       | Cortometraje; comedia musical                | [ 7 ]  |
| 1948 | The Spring Revue              | La revista de primavera      |                 | Telefilme                                    |        |
| 1948 | Balalaika                     | Balalaica                    | Lydia Marakov   | Telefilme                                    |        |
| 1951 | The Eric Barker Half-Hour     | La media hora de Eric Barker |                 | Serie de televisión; episodio 1x06           |        |